# 开赛暴龙
开赛暴龙(英語：Kasai Rex)据称是非洲一种疑似尚存的肉食性恐龙。由于对于此生物的描述在目击者之间存在矛盾，且可靠的目击报告仅此一例，使神秘动物学家对于此生物在存在持怀疑态度。

## 目击历史
1932年，瑞典的种植园主约翰·约翰逊(John Johnson，有时也拼写为Johanson）在比属刚果(即现在的刚果民主共和国)的开赛河谷与一个仆人打猎。他们遇到了一只犀牛，而当他们试图瞄准射击时，约翰逊非常吃惊的看到树林中冲出一种生物攻击犀牛。仆人吓得撒腿就跑，约翰逊则晕倒在地。他醒来时看到那个动物正在吃犀牛。“这是一种身上长着红色与黑色条纹，拥有厚厚鳞甲的动物”他后来回忆说。“它有一个长额和许多牙齿。” 他估计该生物足有13米（43英尺）长。他还表示：“那东西双腿像狮子一样粗壮。”
类似的故事在1932年的《罗得西亚先驱报》(Rhodesia Herald)上也刊载过一则：
“去年的2月16日我和我的持枪护卫去打猎。我只是一个普普通通的温彻斯特人，对生活没有什么大的期望。下午2时我已经到了开赛山谷。眼前毫无特别之处。当我们将要下到水中时，男孩（持枪护卫）指突然喊道：“大象”。大象看起来就像两个巨大的公牛，几乎完全隐藏在丛林中。在约50米外，我看到了一个令人难以置信的怪物，它有大约16码长，长着类似蜥蜴的头部和尾部。我简直难以置信，闭上了眼睛又重新睁开，毫无疑问那动物仍然存在。我和孩子吓得蜷缩在草丛中。
我被眼前的猎杀情景震撼了。我的牙齿恐惧打颤。怪物移动的非常快速，杀死大象后就像突然消失一样离开了，只剩下不停祈祷的我和哭泣的男孩。我花了一些时间来稳定情绪，扶起来他，推着他跟我回家。在途中，我们不得不横穿大沼泽。我们走的很慢，因为我的四肢仍然因恐惧而瘫痪。在沼泽里，巨大的蜥蜴又出现了一次，它们撕咬着死去的水牛，距离我们只有25码远。它们是如此可怕。男孩悄悄拿起步枪走了过去。起先我尽量不发出声响来搅局，后来我想起我的相机。我可以听到蜥蜴的大嘴咬碎牛骨的声音。当我按下快门之时，它跳进了深水中。
对于我的神经系统来说，我经历了太多。我完全疲倦了，坐在能给我庇护的灌木丛后面。我眼前一片黑暗。动物惊人的快速运动，是我所见过的最威风的事情。
最后我们回到了营地，我看上去像个痴呆症患者。那里的老板梅特卡夫(Metcalfe)说我发疯似地挥动着相机靠近他，发出不知所云的声音。我想我的确那样做了。8天里我一直在发烧，这段时间我几乎是无意识的。”

## 批判
由于故事的不准确性带来了许多问题。例如狩猎者声称的雨林中的如“巨牛”(giant bull)的大象。非洲森林象要比平原的普通非洲象小得多，普通非洲象在雨林地形中会有明显的不同。其次，两个故事有许多相似之处，另人怀疑两个故事均出自一个来源。整个报告使用了一些莫名其妙的话，而不是自然的描述。这似乎表明，这个故事纯粹杜撰，只是为了娱乐而已。值得注意的是，这是所有来自非洲报告的神秘生物中唯一没有当地名称的生物——如此庞大的肉食性动物应该不会逃脱当地人的注目。因此，这种生物并不为神秘动物学家重视，甚至将其列为骗局。